# Clancy Bouvier
Clancy Bouvier har været gift med Jacqueline Bouvier og har i det ægteskab fået børnene: Marge Simpson, Patty Bouvier & Selma Bouvier.
Han optræder kun i et enkelt afsnit af serien – i afsnittet: Fear of Flying
Det eneste man får oplyst i afsnittet er at han til Marge's store forskrækkelse, er ansat som stewardesse på et fly, hvor han tidligere har fortalt at han er pilot.